# Ритурнель
Ритурне́ль (фр. ritournelle, від італ. ritorno — повернення) — строфа провансальської, італійської та французької поезії; вірш на три або чотири строфи.
Кожна строфа складається з короткого (часто з одного слова) рядка, котрий римується із третім довгим, витворюючи своєрідне кільце, другий — лишається неримованим холостим. У сучасній поезії вживається рідко, хоча трапляються поодинокі випадки, як-от вірш В. Брюсова «Три символи», відомий у перекладі Б. Мельничука українською мовою, цикл І. Калинця «Тріолети і ритурнелі». В українській ліриці така строфічна форма, очевидно, набуває приблизних ознак, де перший рядок римується з третім асонансовим суголоссям:

Кругле озеро,

кругле «о —» луни…

Знов я тут — замкнулося коло… (В. Коломієць).